# 대규모 다중 사용자 온라인 롤플레잉 게임
대규모 다중 사용자 온라인 롤플레잉 게임(영어: Massively Multiplayer Online Role-Playing Game, MMORPG), 다중접속 역할 수행 게임 또는 멀티 롤플레잉 게임은 롤플레잉 비디오 게임과 대규모 다중 사용자 온라인 게임의 측면을 결합한 비디오 게임이다.
롤플레잉 게임(RPG)과 마찬가지로 플레이어는 캐릭터 (종종 판타지 세계나 SF (장르) 세계에 등장)의 역할을 맡고 해당 캐릭터의 많은 행동을 제어한다. MMORPG는 싱글 플레이어 또는 소규모 멀티 플레이어 온라인 RPG와 구별되는 특징은 함께 상호 작용할 수 있는 플레이어 수와 플레이어가 오프라인 상태이거나 게임에서 멀리 떨어져 있는 동안에도 계속 존재하고 진화하는 게임의 지속적인 세계(일반적으로 게임의 배급사가 호스팅)이다.
MMORPG는 전 세계에서 플레이된다. 2005년 MMORPG의 전 세계 수익은 5억 달러를 넘어섰고, 서방 세계의 수익은 2006년 10억 달러를 넘어섰다. 2008년 북미와 유럽 소비자들이 구독 MMORPG에 지출한 금액은 14억 달러로 증가했다. 인기 MMORPG인 월드 오브 워크래프트는 2014년 11월 기준으로 1,000만 명 이상의 구독자를 보유했다. 월드 오브 워크래프트의 총 수익은 2014년에 10억 4천만 달러였다. 2011년에 출시된 스타워즈: 구공화국은 출시 3일 만에 100만 명 이상의 플레이어를 확보하여 세계 "역사상 가장 빠르게 성장하는 구독 MMO"가 되었다.

## 공통 기능
현대 MMORPG는 때때로 이전 버전과 극적으로 다르지만, 많은 MMORPG는 동일한 기본 특성을 공유한다. 여기에는 몇 가지 공통 기능이 포함된다.
- 지속적인 게임 환경
- 어떤 형태의 레벨 진행
- 게임 내 소셜 상호 작용
- 게임 내 문화
- 그룹 내 멤버십
- 캐릭터 커스터마이징

### 테마
대부분의 인기 MMORPG는 전통적인 판타지 테마를 기반으로 하며, 종종 던전 & 드래곤과 유사한 게임 내 우주에서 발생한다. 일부는 SF (장르), 검마 판타지 또는 범죄물 요소와 판타지 요소를 병합하거나 대체하는 하이브리드 테마를 사용한다. 다른 것들은 미국 만화, 오컬트, 기타 장르에서 테마적 소재를 가져온다. 이러한 요소는 종종 퀘스트, 몬스터, 전리품을 포함하는 유사한 작업 및 시나리오를 사용하여 개발된다.

### 진행
거의 모든 MMORPG에서 플레이어의 캐릭터 개발이 주요 목표이다. 거의 모든 MMORPG는 캐릭터 진행 시스템을 특징으로 하며, 플레이어는 자신의 행동에 대해 경험치를 얻고 그 포인트를 사용하여 캐릭터 "레벨"에 도달하며, 이는 그들이 하는 모든 일에 더 능숙하게 만든다. 전통적으로 몬스터와의 전투와 논플레이어 캐릭터를 위한 퀘스트 완료는 혼자 또는 그룹으로 경험치를 얻는 주요 방법이다. 부의 축적(전투에 유용한 아이템 포함)도 많은 MMORPG에서 진행하는 방법이다. 이는 전통적으로 전투를 통해 가장 잘 이루어진다. 이러한 조건으로 인해 발생하는 순환, 즉 새로운 아이템으로 이어지는 전투와 게임 플레이의 변화 없이 더 많은 전투를 허용하는 것은 때때로 레벨 트레드밀 또는 "노가다"라고 경멸적으로 불린다. 롤플레잉 게임 프로그레스 퀘스트는 이러한 추세를 패러디하여 만들어졌다. 우주 기반 MMORPG인 이브 온라인은 진행 측정을 위해 경험치를 사용하는 대신 사용자가 실시간으로 기술을 훈련하는 대체 진행 방법을 사용한다.
일부 MMORPG에서는 플레이어의 레벨에 제한이 없어 무한히 노가다를 계속할 수 있다. 이 모델을 사용하는 MMORPG는 종종 게임 웹사이트에 최고 순위 플레이어의 아바타를 표시하거나 최고 점수 화면에 그들의 통계를 게시하여 최고 순위 플레이어를 미화한다. 또 다른 일반적인 관행은 모든 플레이어에게 도달 가능한 최대 레벨을 적용하는 것으로, 종종 레벨 캡이라고 불린다. 일단 도달하면 플레이어의 진행 정의가 변경된다. 퀘스트와 던전 완료에 대한 경험치 대신 플레이어의 계속 플레이 동기가 돈과 장비 수집으로 대체된다.
종종 최고 레벨에서 사용할 수 있는 장비의 범위가 넓어지면 하위 레벨 플레이어와 상위 레벨 플레이어를 구분하기 위해 미학적 가치가 증가한다. 흔히 엔드게임 장비라고 알려진 이 강화된 무기 및 방어구 세트는 스크립팅된 보스 전투와 플레이어 대 플레이어 전투 모두에 경쟁 우위를 추가한다. 다른 플레이어를 능가하려는 플레이어의 동기는 이러한 아이템을 획득하는 것에 의해 촉진되며 전투 관련 상황에서 성공 또는 실패를 결정하는 중요한 요소이다.

### 사회적 상호 작용
MMORPG는 거의 항상 플레이어 간의 의사소통을 용이하게 하는 도구를 제공한다. 많은 MMORPG는 게임 내 길드 또는 클랜에 대한 지원을 제공하지만, 게임이 지원하든 안 하든 이러한 길드나 클랜은 보통 형성된다.
또한, 대부분의 MMOG는 게임의 일부에서 어느 정도의 팀워크를 요구한다. 이러한 작업은 일반적으로 플레이어가 그룹에서 역할을 맡아야 하는데, 예를 들어 다른 플레이어를 피해로부터 보호(탱킹이라고 함), 다른 플레이어에게 입힌 피해를 "치유"하거나 적에게 피해를 입히는 것과 같다.
MMORPG에는 일반적으로 게임 세계를 감독하려는 유급 직원 또는 무급 자원봉사자인 게임 진행자 또는 게임 마스터(종종 GM 또는 "모더"라고 불림)가 있다. 일부 GM은 다른 플레이어 및 역할에는 제공되지 않는 게임 관련 기능 및 정보에 추가로 액세스할 수 있다.
MMORPG에서 형성된 관계는 종종 게임 외부에서 만난 친구나 파트너 간에 형성된 관계만큼이나 강렬할 수 있으며, 종종 플레이어 간의 협력 및 신뢰 요소가 포함된다.

### 롤플레잉
대부분의 MMORPG는 플레이어가 선택할 수 있는 다양한 유형의 클래스를 제공한다. 이러한 클래스 중에서 소수의 플레이어는 자신의 캐릭터를 롤플레잉하기로 선택하며, 그렇게 하는 사람들에게 기능과 콘텐츠를 제공하는 규칙이 있다. 이러한 플레이 스타일을 지원하기 위해 포럼 및 가이드와 같은 커뮤니티 리소스가 존재한다.
예를 들어, 플레이어가 MMORPG 세계에서 사제 역할을 플레이하고 싶다면, 그 플레이어는 상점에서 캅파를 구입하고 사제 기술을 배우며, 캐릭터가 할 것처럼 말하고 행동하며 다른 사람들과 상호 작용한다. 여기에는 부나 경험과 같은 다른 목표를 추구하는 것이 포함될 수도 있고 포함되지 않을 수도 있다. 롤플레잉에 중점을 둔 길드나 유사한 그룹은 게임 세계와 유사한 설정 및 리소스를 사용하여 확장된 심층적인 내러티브를 개발할 수 있다.

### 문화
시간이 지남에 따라 MMORPG 커뮤니티는 자체적인 속어와 비유, 그리고 불문율적인 사회적 규칙과 금기를 가진 하위 문화를 발전시켰다. 플레이어들은 종종 '그라인드'(MMORPG에서 반복적이고 시간이 많이 걸리는 활동을 뜻하는 속어)에 대해 불평하거나, '버프'와 '너프'(특정 게임 메커니즘의 업그레이드 또는 다운그레이드)에 대해 이야기한다.
모든 문화와 마찬가지로, 모험 파티 참여 초대, 보물의 적절한 분배, 다른 플레이어와 그룹화되었을 때 플레이어가 기대되는 행동 방식 등에 대한 사회적 규칙이 존재한다.

### 시스템 아키텍처
대부분의 MMORPG는 클라이언트–서버 시스템 아키텍처를 사용하여 배포된다. 서버 소프트웨어는 지속적으로 실행되는 영구적인 가상 세계 인스턴스를 생성하며, 플레이어는 클라이언트 소프트웨어를 통해 이 인스턴스에 연결한다. 클라이언트 소프트웨어는 전체 플레이 세계에 대한 접근을 제공할 수 있으며, 게임의 특정 영역에 대한 접근을 허용하기 위해 추가 '확장팩'을 구매해야 할 수도 있다. 에버퀘스트와 길드워는 이러한 형식을 사용하는 게임의 두 가지 예이다. 플레이어는 일반적으로 클라이언트 소프트웨어를 한 번 구매해야 하지만, 웹 브라우저와 같은 기존의 "얇은" 클라이언트를 사용하여 MMORPG가 작동하는 추세가 증가하고 있다.
플레이어 수와 시스템 아키텍처에 따라 MMORPG는 여러 개의 별도 서버에서 실행될 수 있으며, 각 서버는 독립적인 세계를 나타내고 한 서버의 플레이어는 다른 서버의 플레이어와 상호 작용할 수 없다. 월드 오브 워크래프트가 대표적인 예로, 각 서버는 수천 명의 플레이어를 수용한다. 많은 MMORPG에서 한 세계의 플레이어 수는 종종 수천 명으로 제한되지만, 주목할 만한 반대 예로는 이브 온라인이 있으며, 이 게임은 동일한 서버에서 수십만 명의 플레이어를 수용하고 특정 시간에는 6만 명 이상이 동시에 플레이한다(2010년 6월). 어떤 게임은 캐릭터가 어떤 세계에든 나타날 수 있지만 동시에 나타날 수는 없다(예: Seal Online: Evolution 또는 도푸스의 Kolossium 경쟁). 다른 게임은 각 캐릭터를 생성된 세계에만 제한한다. 월드 오브 워크래프트는 플레이어 대 플레이어 "전장"에서 "교차 영역"(즉, 교차 서버) 상호 작용을 실험했으며, 서버 클러스터 또는 "전장 그룹"을 사용하여 Warsong Gulch 또는 Alterac Valley 전장과 같은 구조화된 플레이어 대 플레이어 콘텐츠에 참여하려는 플레이어를 조정한다. 또한 2009년 12월 8일에 출시된 패치 3.3은 크로스-렐름 "파티 찾기" 시스템을 도입하여 플레이어가 자신의 홈 서버가 반드시 제공할 수 있는 것보다 더 많은 캐릭터 풀에서 인스턴스 콘텐츠(오픈 월드 퀘스트는 제외)를 위한 그룹을 형성하도록 돕는다.

### 사업 모델
오늘날 MMORPG는 무료, 부분 유료화(마이크로트랜잭션 포함), 광고 기반, 다양한 종류의 유료 요금제에 이르기까지 다양한 사업 모델을 사용한다. 일부 MMORPG는 플레이하려면 결제 또는 월별 구독이 필요하다. 정의에 따르면, "대규모 다중 사용자" 게임은 항상 온라인이며, 대부분 유지 보수 및 개발 목적으로 어떤 형태의 지속적인 수익(예: 월별 구독료 및 광고)을 필요로 한다. 길드워와 같은 일부 게임은 '월별 요금' 모델을 완전히 없애고 소프트웨어 판매 및 관련 확장팩을 통해 직접 비용을 회수한다. 또 다른 게임은 핵심 콘텐츠는 무료이지만 플레이어가 장비, 미용 아이템 또는 애완동물과 같은 추가 콘텐츠를 구매할 수 있는 선택권을 제공하는 마이크로페이먼트 모델을 채택한다. 이 모델을 사용하는 게임은 종종 프리프와 메이플스토리와 같이 대한민국에서 시작되었다. 이 사업 모델은 "유료 특전" 또는 "프리미엄"으로도 불리며, 이를 사용하는 게임은 종종 "무료 플레이"라는 용어로 자신을 설명한다.
- 무료 플레이(F2P)는 소프트웨어 구매 비용이 없으며 구독료도 없음을 의미한다. 전통적으로 구매되고 영원히 사용 가능한 게임에 가변적으로 적용된다(아래 구매-플레이 참조). 그러나 이 범주에 속하는 대부분의 최신 MMO는 이제 마이크로트랜잭션을 포함하여 프리미엄 (사업 모형) 모델과 겹친다.
- 프리미엄 (혼성어: 무료 플레이와 프리미엄의 혼성어)은 게임 콘텐츠의 대부분 또는 전체를 무료로 이용할 수 있지만, 플레이어는 마이크로트랜잭션을 통해 추가 콘텐츠, 캐릭터 커스터마이징, 추가 특전 또는 게임 내 빠른 진행을 위해 비용을 지불할 수 있다는 의미이다. 따라서 프리미엄은 무료 플레이 및 유료 플레이 모델과 겹친다.
- 구매-플레이(B2P)는 MMO를 플레이하려면 게임을 구매해야 하지만, 게임을 플레이하는 데 추가 구독료는 없음을 의미한다. 이러한 게임은 추가 마이크로트랜잭션을 포함할 수도 있고 포함하지 않을 수도 있으며, 지속적인 구독료를 요구하는 대신 확장팩 형태로 추가 콘텐츠를 판매할 수도 있다.
- 유료 플레이(P2P)는 MMO를 계속 플레이하려면 월별 구독료 또는 기타 지속적인 요금이 필요하다는 의미이다. 또한 월별 구독료 외에 게임의 선불 구매가 필요할 수도 있지만, 이러한 선불 구매 중 상당수는 한 달의 게임 시간을 포함한다. 이는 한때 MMO가 자금을 조달하는 가장 일반적인 방법이었지만, 안정적인 플레이어 기반을 유지하는 데 어려움을 겪으면서 점점 더 많은 게임이 다른 사업 모델로 전환함에 따라 최근에는 인기를 잃었다.

## 역사
MMORPG는 대규모 다중 사용자 온라인 롤플레잉 게임과 그 사회적 커뮤니티를 지칭하기 위해 리처드 개리엇이 만든 용어이다. 이전에는 이와 관련된 조어 이전에 이러한 게임들은 일반적으로 그래픽 MUD라고 불렸으며, MMORPG의 역사는 MUD 장르를 통해 직접적으로 거슬러 올라간다. 이러한 연결을 통해 MMORPG는 Mazewar(1974) 및 MUD1(1978)과 같은 초기 다중 사용자 게임에 뿌리를 두고 있다고 볼 수 있다. 1985년에는 컴퓨서브에서 로그라이크(의사 그래픽) MUD인 Island of Kesmai와 루카스필름의 그래픽 MUD Habitat이 출시되었다. 최초의 완전 그래픽 다중 사용자 RPG는 1991년 아메리카 온라인을 통해 출시되었고 AOL 사장 스티브 케이스가 개인적으로 주도한 네버윈터 나이츠였다. 다른 초기 독점 그래픽 온라인 RPG로는 시에라 네트워크에 있던 세 가지가 있다: 1992년의 The Shadow of Yserbius, 1993년의 The Fates of Twinion, 1995년의 The Ruins of Cawdor. 또 다른 이정표는 1995년에 NSFNET 제한이 해제되어 게임 개발자들에게 인터넷이 개방되었고, 이는 최초의 진정으로 "대규모" 범위의 타이틀을 허용했다. 마지막으로, 오늘날 정의된 MMORPG는 1996년 Meridian 59로 시작되었으며, 그 범위와 1인칭 3D 그래픽을 제공하는 데 있어 혁신적이었고, The Realm Online이 거의 동시에 등장했다. 1997년에 출시된 울티마 온라인은 이 장르를 처음 대중화한 것으로 종종 평가받지만, 1999년 서양의 에버퀘스트와 아셰론스 콜, 1996년 대한민국의 바람의 나라 (온라인 게임)에 의해 더 주류적인 관심이 모였다.
이러한 초기 타이틀의 재정적 성공은 그 이후로 해당 장르에서 경쟁을 보장했다. MMORPG 타이틀은 이제 콘솔과 새로운 환경에 존재한다. 2008년 MMORPG 시장에서는 블리자드 엔터테인먼트의 월드 오브 워크래프트가 가장 큰 MMORPG로 군림했으며, 파이널 판타지 XIV 및 길드워 2와 같은 다른 타이틀과 함께 존재하지만, 광고 및 게임 내 아이템 구매로 지원되는 무료 플레이 MMORPG에 대한 추가 시장도 존재한다. 이 무료 플레이 모델은 대한민국에서 특히 흔하며 메이플스토리, 로한 온라인, 아틀란티카 (비디오 게임) 및 로스트아크와 같은 게임이 있다. 또한 룬스케이프 및 티비아와 같은 무료 플레이 게임도 있는데, 게임은 무료이지만 더 많은 기능을 사용하려면 매달 돈을 지불해야 한다. 길드워 및 그 속편은 게임의 초기 구매만으로 플레이할 수 있도록 하여 다른 MMORPG와의 경쟁을 어느 정도 피한다.

## 개발
경쟁력 있는 상업용 MMORPG 타이틀을 개발하는 비용은 2003년에 종종 천만 달러를 초과했다. 이러한 프로젝트는 3D 모델링, 2D 아트, 애니메이션, 사용자 인터페이스, 클라이언트/서버 엔지니어링, 데이터베이스 아키텍처 및 네트워크 인프라와 같은 게임 디자인 및 개발 내의 여러 분야를 필요로 한다.
상업용 현대 MMORPG의 프론트 엔드(또는 클라이언트) 구성 요소는 3D 그래픽을 특징으로 한다. 다른 현대 3D 게임과 마찬가지로 프론트 엔드는 3D 엔진 구현, 실시간 셰이더 기술 및 물리 시뮬레이션에 대한 전문 지식을 필요로 한다. 실제 시각적 콘텐츠(영역, 생물, 캐릭터, 무기, 우주선 등)는 일반적으로 2차원 컨셉 아트에서 시작하여 나중에 이 컨셉을 애니메이션 3D 장면, 모델 및 텍스처 맵으로 변환하는 아티스트에 의해 개발된다.
MMOG 서버를 개발하려면 클라이언트/서버 아키텍처, 네트워크 프로토콜, 보안 및 데이터베이스 설계에 대한 전문 지식이 필요하다. MMORPG에는 여러 중요한 작업을 위한 안정적인 시스템이 포함된다. 서버는 많은 수의 연결을 처리하고 확인하며, 치팅을 방지하고, 게임에 변경 사항(버그 수정 또는 추가 콘텐츠)을 적용할 수 있어야 한다. 게임을 중단하지 않고 정기적으로 게임 데이터를 기록하는 시스템도 중요하다.
유지보수에는 충분한 서버와 대역폭, 그리고 전담 지원 인력이 필요하다. 유지보수 자원이 부족하면 랙과 플레이어의 불만이 발생하여 게임의 명성을 심각하게 손상시킬 수 있으며, 특히 출시 시점에 그렇다. 서버를 추가하거나 제거하여 플레이어 수가 허용 가능한 수준으로 유지되도록 주의해야 한다. 피어 투 피어 MMORPG는 이론적으로 서버 부하를 저렴하고 효율적으로 조절할 수 있지만, 비대칭 네트워크 대역폭, CPU를 많이 사용하는 렌더링 엔진, 개별 노드의 신뢰성 부족, 내재된 보안 부족(치팅을 위한 비옥한 새로운 토양 개방)과 같은 실질적인 문제로 인해 구현이 어려울 수 있다. 상업용 MMORPG를 위한 호스팅 인프라는 수백(심지어 수천) 대의 서버를 배포해야 한다. 온라인 게임을 위한 저렴한 인프라를 개발하려면 개발자가 더 적은 하드웨어 및 네트워크 투자로 많은 수의 플레이어를 확장할 수 있어야 한다.
또한 개발팀은 게임 디자인의 기본 사항인 세계 구축, 지식 및 게임 메커니즘, 그리고 게임을 재미있게 만드는 요소에 대한 전문 지식을 갖추어야 한다.

### 비영리 개발

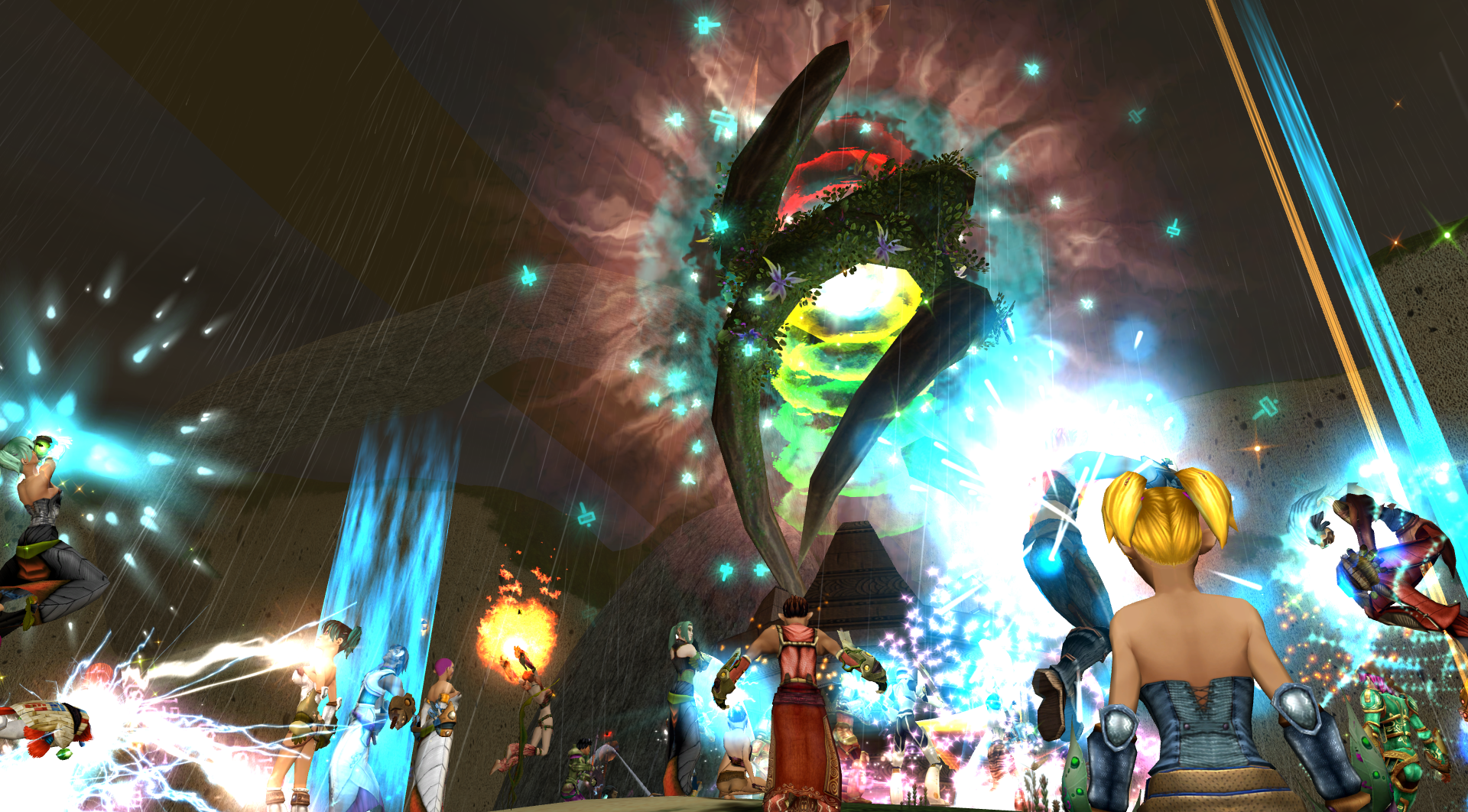
리좀, 오픈 소스 및 자유 저작물 게임인 MMORPG의 이벤트 (2014)

대부분의 MMORPG는 회사에서 제작되지만, 많은 소규모 프로그래머 및 아티스트 팀이 이 장르에 기여했다. 위에서 보듯이, 평균적인 MMORPG 개발 프로젝트는 엄청난 시간과 돈을 투자해야 하며, 게임을 운영하는 것은 장기적인 약속일 수 있다. 결과적으로 MMORPG의 비영리(또는 독립 또는 "인디") 개발은 다른 장르에 비해 덜 흔하다. 그럼에도 불구하고 다양한 장르, 게임 플레이 유형 및 수익 시스템을 대표하는 많은 독립 MMORPG가 존재한다.
일부 독립 MMORPG 프로젝트는 완전히 오픈 소스인 반면, 다른 프로젝트는 오픈 소스 게임 엔진으로 제작된 독점 콘텐츠를 특징으로 한다. WorldForge 프로젝트는 1998년부터 활동해 왔으며, 여러 오픈 소스 MMORPG를 위한 프레임워크를 만드는 데 전념하는 독립 개발자 커뮤니티를 형성했다. Multiverse Foundation 또한 독립 MMOG 개발자를 위한 플랫폼을 특별히 만들었다.

## 동향
이 장르 내에는 매우 다른 수많은 타이틀이 존재하고 장르가 매우 빠르게 발전하기 때문에, 이 장르가 어떤 방향으로 나아갈지 명확하게 단정하기는 어렵다. 하지만 몇 가지 분명한 발전 사항은 있다. 이 중 하나는 레이드 그룹 퀘스트, 즉 "레이드"이다. 이는 대규모 플레이어 그룹(종종 20명 이상)을 위해 설계된 모험이다.

### 인스턴스 던전
"인스턴스"라고도 줄여 부르는 인스턴스 던전은 개별 플레이어나 그룹을 위해 "복사"되는 게임 구역으로, 인스턴스 내의 플레이어는 나머지 게임 세계와 분리된다. 이는 경쟁을 줄이고, 서버로 주고받아야 하는 데이터 양도 줄여 랙을 감소시킨다. The Realm Online은 이 기술의 초보적인 형태를 처음 사용한 MMORPG였으며, Anarchy Online은 인스턴스를 게임 플레이의 핵심 요소로 사용하여 이를 더욱 발전시켰다. 그 이후로 인스턴싱은 점점 더 흔해졌다. 위에서 언급한 "레이드"는 종종 인스턴스 던전을 포함한다. 인스턴스를 특징으로 하는 게임의 예로는 월드 오브 워크래프트, 반지의 제왕 온라인: 어둠의 제국 앙그마르, 에버퀘스트, 에버퀘스트 II, 아이온, 파이널 판타지 XIV, 길드워, 리프트 온라인, 룬스케이프, 스타 트렉 온라인, 스타워즈: 구공화국, DC 유니버스 온라인이 있다.

### 플레이어 제작 콘텐츠
"플레이어 제작 콘텐츠"의 증가도 또 다른 추세이다.

### 라이선스 사용
다른 비디오 게임 장르에서 흔한 지식재산권의 사용이 MMORPG에도 나타났다. 2007년에는 J. R. R. 톨킨의 가운데땅을 기반으로 한 반지의 제왕 온라인이 출시되었다. 다른 라이선스 MMORPG로는 매트릭스 영화 삼부작을 기반으로 한 The Matrix Online, 게임 워크숍의 테이블탑 게임을 기반으로 한 Warhammer Online: Age of Reckoning, Star Wars Galaxies, 스타워즈: 구공화국, Champions Online 및 에이지 오브 코난이 있다.
또한, 여러 텔레비전 라이선스가 MMORPG로 선택되었는데, 예를 들어 스타 트렉 온라인과 Stargate Worlds (나중에 취소됨)가 있다.

### 콘솔 기반 MMORPG
최초의 콘솔 기반 MMORPG는 드림캐스트용 판타시 스타 온라인이었다. 최초의 콘솔 기반 오픈 월드 MMORPG는 플레이스테이션 2용 파이널 판타지 XI이었다.
또한 플레이스테이션 2용 에버퀘스트 온라인 어드벤처는 북미 최초의 콘솔 MMORPG였다.
콘솔 기반 MMORPG는 제작하기 더 어려운 것으로 간주되지만, 이 플랫폼은 더 많은 주목을 받고 있다.

### 브라우저 기반 MMORPG
페이스북과 마이크로트랜잭션의 대중화와 함께 무료 플레이 모델을 사용하는 플래시 및 HTML5 기반 MMORPG의 물결이 일었다. 이들은 브라우저 외에 다운로드가 필요 없으며 일반적으로 소셜 미디어 공유 기능이 강력하게 통합되어 있다.

### 스마트폰 기반 MMORPG
스마트폰은 GPS 기능 등을 통해 증강 현실을 인그레스나 포켓몬 GO와 같은 게임에서 구현할 수 있다. 이 게임들은 위치 및 거리 기반 추적, 목표 벤치마킹 또는 플레이어 간의 거래 촉진을 통해 향상된다.

## 사회와 문화

### 심리적 영향
MMORPG 플레이어 간의 상호 작용은 환경이 가상이더라도 실제이므로 심리학자와 사회학자는 MMORPG를 학술 연구 도구로 사용할 수 있다. 셰리 터클은 많은 사람들이 MMORPG가 탐험할 수 있도록 허용하는 다양한 역할(성별 정체성 포함)을 탐구함으로써 감정적 범위를 확장했음을 발견했다.
닉 이는 지난 몇 년 동안 35,000명 이상의 MMORPG 플레이어를 대상으로 심리학 및 사회학적 측면에 중점을 두고 설문 조사를 실시했다. 최근 연구 결과에 따르면 플레이어의 15%는 한 번 이상 길드 리더가 되지만 대부분은 일반적으로 그 일이 힘들고 감사할 줄 모른다고 생각하며, 플레이어는 게임 플레이와는 무관하지만 메타게임의 일부인 활동에 상당한 시간(총 시간 투자의 3분의 1)을 소비한다.
많은 플레이어들은 MMORPG를 플레이하는 동안 느끼는 감정이 매우 강렬하여, 통계 연구에서 남성 플레이어의 8.7%와 여성 플레이어의 23.2%가 온라인 결혼식을 올렸다고 보고한다. 다른 연구자들은 게임의 즐거움이 플레이어 간의 짧은 만남부터 구조화된 그룹 내에서의 고도로 조직화된 플레이에 이르기까지 게임의 사회적 조직과 직접적인 관련이 있음을 발견했다.
자히르 후세인과 마크 그리피스의 연구에 따르면, 게이머 5명 중 1명 이상(21%)이 오프라인보다 온라인에서 소셜 활동하는 것을 선호한다고 답했다. 여성 게이머보다 남성 게이머가 온라인에서 대화하는 것이 오프라인보다 더 쉽다고 답한 경우가 현저히 많았다. 또한 게이머의 57%가 이성 캐릭터를 생성했으며, 온라인 여성 페르소나가 여러 긍정적인 사회적 속성을 가지고 있다는 제안이 있었다.
독일 정신 건강 중앙 연구소의 연구원들이 수행한 독일 fMRT 연구는 중독된 MMORPG 플레이어와 중독되지 않은 플레이어 및 비경험자(비경험자)와 비교하여 자아 개념의 사회적, 정서적, 신체적 측면의 손상과 아바타 식별의 더 높은 정도를 지적한다. 이러한 발견은 일반적으로 데이비스의 인터넷 중독 인지 행동 모델을 지지하며, 이는 기능 장애적인 자기 관련 인지가 MMORPG 중독의 발전과 유지에 기여하는 주요 요소를 나타낸다고 가정한다. Leménager 등의 연구에서 중독된 그룹에서 발견된 아바타 식별의 높은 정도는 MMORPG 플레이가 무능하고 열등하다고 스스로를 경험하는 현실 상황에 대한 보상 시도를 나타낼 수 있음을 시사한다. 따라서 심리 치료 개입은 중독된 플레이어가 무능하고 열등하다고 스스로를 경험하는 현실 상황에 대한 대처 전략 개발에 초점을 맞춰야 한다.
리처드 바틀은 저서 Designing Virtual Worlds에서 다중 사용자 RPG 플레이어를 네 가지 주요 심리적 그룹으로 분류했다. 그의 분류는 이후 어윈 안드레아센에 의해 확장되었으며, 그는 이 개념을 플레이어가 속한 범주를 결정하는 데 도움이 되는 30가지 질문으로 구성된 바틀 테스트로 개발했다. 2011년 기준으로 65만 개 이상의 테스트 응답을 통해, 이는 아마도 다중 사용자 게임 플레이어에 대한 가장 큰 지속적인 설문 조사일 것이다. 바틀과 이의 연구를 바탕으로 존 라도프는 몰입, 경쟁, 협력 및 성취에 초점을 맞춘 플레이어 동기 부여의 업데이트된 모델을 발표했다. 이러한 요소는 MMORPG뿐만 아니라 다른 많은 유형의 게임과 새로운 분야인 게임화에서도 발견될 수 있다.
비디오 게임 과용의 장기적인 영향에 대해 다양한 학술 기관에서 수많은 논의와 평가가 있었다. 많은 뉴스 기관들은 비디오 게임이 플레이어들에게 폭력적인 성향을 조장하고 반사회적 행동을 부추긴다고 비판했다. 궁극적으로 이는 세계보건기구가 2019년 5월에 비디오 게임 과용을 "기술 중독"으로 분류하는 데까지 이르렀다.

### 질병 연구
월드 오브 워크래프트에서 일시적인 디자인 오류는 북미 전역의 심리학자 및 역학자들의 관심을 끌었는데, 몬스터의 "오염된 피" 질병이 의도치 않게 그리고 통제 불능으로 더 넓은 게임 세계로 퍼지기 시작했을 때였다. 질병통제예방센터는 이 사건을 질병의 진행과 대규모 유행병 감염에 대한 잠재적인 인간 반응을 파악하기 위한 연구 모델로 사용하려고 했다. 그러나 블리자드 엔터테인먼트가 이 사건의 통계 기록을 보관하지 않아 2005년 오염된 피 발병은 결국 아무런 결과도 내지 못했다. 그럼에도 불구하고 질병통제예방센터는 질병 연구를 위한 MMORPG 사용에 지속적인 관심을 표명했다.

### 교육
독일의 스프링거 대학은 MMORPG가 직업, 무역, 서비스 등 플레이어 간의 경제적 관행의 자연스러운 발전을 위한 통제된 환경을 제공함으로써 경제 이론을 연구하고 개선할 기회를 장려하고 제공한다고 제안했다.
연구에 따르면 긍정적인 학습자에게는 게임 기반 상호 작용이 억제력을 줄이고 제2언어 학습의 즐거움과 동기를 향상시킬 수 있지만, 언어 초보자보다는 중급 및 고급 숙련도 수준의 학습자에게 더 적합한 것으로 나타났다.

### 치료적 적용
자폐 및 발달 장애 부서는 자폐 스펙트럼 장애 개인 치료에 MMORPG의 가치를 자세히 설명하는 중요한 보고서를 발표했다. 이 보고서는 자폐 스펙트럼 장애를 가진 개인이 얼굴을 맞대고 접촉하는 스트레스 없이 사회 기술 및 의사소통 기술을 자유롭게 개발할 공간을 제공함으로써 MMORPG의 혜택을 받을 수 있음을 시사한다. 이는 결과적으로 발달 장애를 가진 개인을 위한 사회 치료의 새로운 길을 열어준다.

### 경제학
많은 MMORPG는 살아있는 경제를 특징으로 한다. 가상 아이템과 통화는 플레이를 통해 얻어야 하며 플레이어에게 명확한 가치를 가진다. 이러한 가상 경제는 (게임에서 기록된 데이터를 사용하여) 분석될 수 있으며 경제 연구에 가치가 있다. 더 중요한 것은 이러한 "가상" 경제가 실제 세계의 경제에 영향을 미칠 수 있다는 것이다.
MMORPG의 초기 연구자 중 한 명은 에드워드 캐스트로노바였는데, 그는 가상 아이템에 대한 수요와 공급 시장이 존재하며 그것이 실제 세계와 교차한다는 것을 입증했다. 이 교차점은 게임에 몇 가지 요구 사항이 있다.
- 플레이어가 게임 내(가상) 통화로 서로 아이템을 판매할 수 있는 능력.
- 플레이어 간에 비슷한 가치의 아이템을 물물 교환하는 것.
- 실제 통화로 게임 내 아이템을 구매하는 것.
- 실제 통화를 가상 통화로 교환하는 것.
- 게임 내 보상을 분배하기 위한 드래곤 킬 포인트와 같은 사용자 생성 메타 통화의 발명.[55]

"가상" 아이템에 실제 가치를 부여한다는 아이디어는 플레이어와 게임 산업, 심지어 법원에까지 심오한 영향을 미쳤다. 가상 통화 판매 선구자인 IGE는 월드 오브 워크래프트 플레이어로부터 WoW 골드를 판매하여 게임의 경제와 의도된 사용에 간섭했다는 이유로 소송을 당했다. 캐스트로노바의 2002년 첫 연구에서는 유동성이 높은 (불법적이기는 하지만) 통화 시장이 존재하며, 에버퀘스트의 게임 내 통화 가치가 일본 엔을 초과한다는 사실을 발견했다. 어떤 사람들은 이러한 가상 경제를 통해 생계를 유지하기도 하는데, 이들을 종종 골드 파머라고 부르며, 게임 작업장에 고용될 수도 있다.
게임 퍼블리셔는 보통 실제 돈과 가상 상품의 교환을 금지하지만, 다른 퍼블리셔는 교환을 연결하는(그리고 직접적으로 이익을 얻는) 아이디어를 적극적으로 장려한다. 세컨드 라이프와 엔트로피아 유니버스에서는 가상 경제와 실제 경제가 직접적으로 연결되어 있다. 이는 실제 돈을 게임 돈으로 입금할 수 있고 그 반대도 가능하다는 것을 의미한다. 실제 아이템도 엔트로피아에서 게임 돈으로 판매되었고, 세컨드 라이프의 일부 플레이어는 10만 달러 이상의 수익을 창출했다.
온라인 경제가 직면한 문제 중 일부는 다음과 같다.
- 일부 플레이어가 다른 플레이어에게 불리하게 게임 내 부를 축적하는 데 도움을 주는 "봇" 또는 자동화된 프로그램의 사용.[61]
- 무단 경매 사이트의 사용으로 인해 출판사들이 지적 재산권 주장을 기반으로 이러한 사이트의 사용을 방지하기 위해 법적 구제책을 모색하게 되었다.[62]
- 가상 범죄의 출현은 온라인 게임의 플레이어나 출판사에 대한 사기, 심지어 게임 내 거래에서 발생하는 실제 폭력 행위의 형태를 띨 수 있다.[63]

2008년 현재 실제 세계와 가상 경제를 연결하는 것은 MMORPG에서 드물었는데, 이는 일반적으로 게임 플레이에 해롭다고 여겨졌기 때문이다. 실제 부를 사용하여 능숙한 게임 플레이보다 더 큰, 즉각적인 보상을 얻을 수 있다면 전략적 롤플레잉과 실제 게임 참여에 대한 동기가 약해진다. 또한 이는 더 부유한 플레이어가 더 나은 아이템을 얻어 더 강력한 상대를 상대하고 덜 부유하지만 더 헌신적인 플레이어보다 더 빨리 레벨업할 수 있는 왜곡된 계층 구조로 쉽게 이어질 수 있다.

## 같이 보기
- 온라인 결혼식
- 길드
- 버프